# ست النفور
ست النفور أحمد بكار، الملقبة بسيتنا، كانت تبلغ من العمر 24 عامًا ممرضة سودانية ومدافعة عن حقوق الإنسان للمرأة في السودان. قُتلت في 17 نوفمبر 2021، خلال الاحتجاجات التي شهدتها الخرطوم بحري ضد الانقلاب الذي قاده الفريق أول عبد الفتاح البرهان. وقد قُتلت برصاص قوات الأمن. وأصبح وجهها المرسوم على أعلام بالأبيض والأسود رمزا للثورة.

## الحياة والنشاط
ولدت ستي النفور في 10 سبتمبر 1997، والمعروفة أيضًا باسم سيتنا، وكانت ممرضة تخرجت من جامعة النيلين. تنحدر من الكدرو، شمال الخرطوم بحري، وكانت ناشطة ومتطوعة ومدافعة عن حقوق الإنسان للمرأة ونشطت طوال الثورة السودانية منذ عام 2018.  

## مقتل سيتنا
وسيطر الانقلاب العسكري في السودان، بقيادة الفريق أول عبد الفتاح البرهان، على حكومة السودان في 25 أكتوبر 2021.  وأدى الانقلاب إلى حل الحكومة وإعلان حالة الطوارئ، واعتقال عدد من كبار الشخصيات الحكومية. وقام المجلس العسكري، تحت ستار "تصحيح مسار الثورة"، بتعطيل عملية الانتقال السياسي التي بدأت عقب ثورة 2019.
ودعت الجماعات المدنية الرئيسية، بما في ذلك تجمع المهنيين السودانيين وقوى الحرية والتغيير، إلى العصيان المدني ورفض التعاون مع منظمي الانقلاب. بدأت الاحتجاجات يومي 25 و26 أكتوبر/تشرين الأول ضد الانقلاب، وورد أن ما لا يقل عن 10 مدنيين قتلوا وأصيب أكثر من 140 آخرين على يد الجيش خلال اليوم الأول من الاحتجاجات. استمرت الاحتجاجات والإضرابات، حيث شارك ما بين 200,000 إلى 2,000,000 متظاهر في جميع أنحاء السودان في 30 أكتوبر وقُتل 15 شخصًا برصاص قوات الأمن في الاحتجاجات التي نظمتها لجان المقاومة السودانية في 17 نوفمبر. 
في 17 نوفمبر 2021، من الظهر حتى الساعة 4 مساءً بالتوقيت المحلي، اندلعت الاضطرابات في شمال الخرطوم وشارع الستين في العمارات بالخرطوم، مما أدى إلى سقوط قتلى وجرحى. وواجه المتظاهرون المطالبون بحكومة يقودها مدنيون مقاومة من قوات الأمن والشرطة، التي استخدمت الغاز المسيل للدموع والرصاص الحي. وأكدت لجنة أطباء السودان المركزية أن أحداث اليوم أدت إلى سقوط 15 قتيلاً.
وتشير ادعاءات المصادر المفتوحة إلى تورط شرطة مكافحة الشغب التابعة للحكومة السودانية، وقوات الاحتياطي المركزي، وقوات الشرطة السودانية، وأفراد مجهولين يرتدون ملابس مدنية، باعتبارهم معتدين محتملين ضد المتظاهرين.
 
وعقب الأحداث، تم نشر مقطع فيديو على فيسبوك يظهر موقعًا آخر للاحتجاج، يشمل ساحة الرابطة شمبات وملعب التعاون في شارع المعونة بحري. ويلتقط الفيديو صوت ما يبدو أنه إطلاق نار وهروب المتظاهرين. ورغم أن الفيديو لا يظهر أي قوات أمنية أو شرطة، إلا أنه يظهر دخانًا أبيض، ربما يشير إلى وجود غاز مسيل للدموع. وفي حوالي الساعة 4 مساءً، يصور الفيديو أيضًا امرأة، عُرفت فيما بعد باسم ست النفور، وهي تُحمل بعيدًا بعد إصابتها بطلق ناري في ذقنها على يد قوات الأمن.
وتم نقل ضحايا الاحتجاج إلى المستشفى الدولي بشارع الزعيم الأزهري، حيث جرت احتجاجات أخرى مع هتافات مناهضة للحكم العسكري.

## ما بعد الأحداث
صورة ستي النفور أصبحت رمزا جديدا للاحتجاجات السودانية كان وجهها، المرسوم على أعلام بالأبيض والأسود، يُعرض بشكل بارز كل أسبوع في شوارع الخرطوم أثناء الاحتجاجات ضد الانقلاب. وفي الأيام التالية، وضعت وزارة الثقافة والإعلام صورة ستي النفور غلافًا لصفحتها على الفيسبوك، وقام القائم بالأعمال الأمريكي في الخرطوم، بريان شوكان، بزيارة أسرة ستي النفور لتقديم تعازيه.
بعد وفاتها، رفض والد ستي النفور تشريح جثتها. ومع ذلك، تم استخراج جثتها لاحقًا وفحصها في 16 ديسمبر/كانون الأول 2021.

وفي عام 2022، تم تسمية جناح الأشعة في مستشفى إبراهيم مالك التعليمي باسم ستي النفور، وأقيم حفل تأبين لها في 16 نوفمبر 2022 بالقرب من منزلها في الكدرو.